# Lepidosina cubensis
Lepidosina cubensis är en tvåvingeart som beskrevs av Marshall och William Russel Buck 2007. Lepidosina cubensis ingår i släktet Lepidosina och familjen hoppflugor.
Artens utbredningsområde är Kuba. Inga underarter finns listade i Catalogue of Life.